# Puzzle 14
 (janvier 2024).
Si vous disposez d'ouvrages ou d'articles de référence ou si vous connaissez des sites web de qualité traitant du thème abordé ici, merci de compléter l'article en donnant les références utiles à sa vérifiabilité et en les liant à la section « Notes et références ».
Albums de Paul Personne
À l'ouest
(2011)
Puzzle 14 est le quatorzième album studio de Paul Personne, sorti le 29 septembre 2014.

## Titres
| No  | Titre                                    | Paroles | Musique | Durée |
| --- | ---------------------------------------- | ------- | ------- | ----- |
| 1.  | Il y a                                   |         |         | 5:39  |
| 2.  | Une journée                              |         |         | 4:24  |
| 3.  | Mainmise                                 |         |         | 5:09  |
| 4.  | Partir aujourd'hui                       |         |         | 4:01  |
| 5.  | M'envoler plus haut                      |         |         | 5:06  |
| 6.  | Pour quelle bonne raison                 |         |         | 4:21  |
| 7.  | La croisée des ch'mins                   |         |         | 5:51  |
| 8.  | Pardon animal                            |         |         | 5:01  |
| 9.  | Ça fait mal                              |         |         | 4:26  |
| 10. | Un peu jaloux                            |         |         | 5:52  |
| 11. | Jamais rien n'est parfait                |         |         | 3:29  |
| 12. | Miss Nature                              |         |         | 3:36  |
| 13. | Partir pour mieux revenir (Instrumental) |         |         | 1:40  |